# Варии
Вариите (на латински: Varii, gens Varia, Varius; vărĭŭs) са фамилия от Древен Рим.
Най-известни нейни представители са император Елагабал и поета Луций Варий Руф.
Представители през Римската република:
- Квинт Варий Север Хибрида, народeн трибун 90 пр.н.е.
- Луций Варий Котила, офицер, едил curul 44 пр.н.е.
- Марк Варий, квестор 76 пр.н.е.

Представители през Римската империя:
- Луций Варий Руф (74-14 пр.н.е.), поет, издава „Енеида“
- Публий Варий Лигур, преториански префект по времето на император Август
- Квинт Планий Сард Луций Варий Амбибул, суфектконсул 128 г.
- Секст Варий Марцел, съпруг на императрица Юлия Соемия, баща на император Елагабал
- Елагабал (Варий Авит Басиан Марк Аврелий Антонин или Хелиогабал), римски император (218-222)
- Варий Макрин, управител на провинция Долна Панония (при Александър Север (222–235)
- Тит Варий Клеменс, офицер
- Варий Криспин, политик

Други:
- Varius (genus), молци
- Variola virus
- Варикоза